# 江津町 (江津市)
江津町（ごうつちょう）は島根県江津市の地名。2010年（平成22年）10月1日現在の人口は2,151人。郵便番号は695-0011（江津郵便局管区）。

## 地理
江津市北部沿岸部にあたり、南東で金田町、南で島の星町、南西から北西にかけて嘉久志町、江の川を跨いだ東側で渡津町と接する。北は日本海に面している。江津市の中心市街地であり、江津市役所が置かれる行政上の中心にもあたる。

### 河川
- 江の川

## 歴史
江戸期までは江田（ごうた）村と呼ばれた（郷田村と表記する場合もある）。この村の港は、江の川の河口港であり、江津と呼ばれ、村自体も江津村とも呼ばれた。江田（または郷田）という地名は、大正期まで主な集落のあった江津町本町地区が、江の川の一部を成していた湿地帯を埋め立て田畑とした土地であったことから生まれた。
1889年(明治22年)江田(ごうた)村は隣接する金田村(現-江津市金田町)と統合され、那賀郡江津村となる。1912年（明治45年）に江津村は江津町となり、さらに1940年（昭和15年）周辺の渡津村(現-江津市渡津町)、都濃村(現-江津市嘉久志町及び和木町)と合併、旧江田(ごうた)村に属した地区は江津町大字郷田とされた。1954年（昭和29年）旧江津町の都野津町・江東村等との合併に伴い、江津市の一部となり、江津市大字郷田とされたが、1975年（昭和50年）に江津市江津町に改められた。なお、現在戦後引き揚げ者が開拓した大字郷田に属していた島の星山山麓地区は、分離され、江津市島の星町になっている。

## 交通

### 鉄道
- JR西日本山陰本線 - 江津駅

### 道路

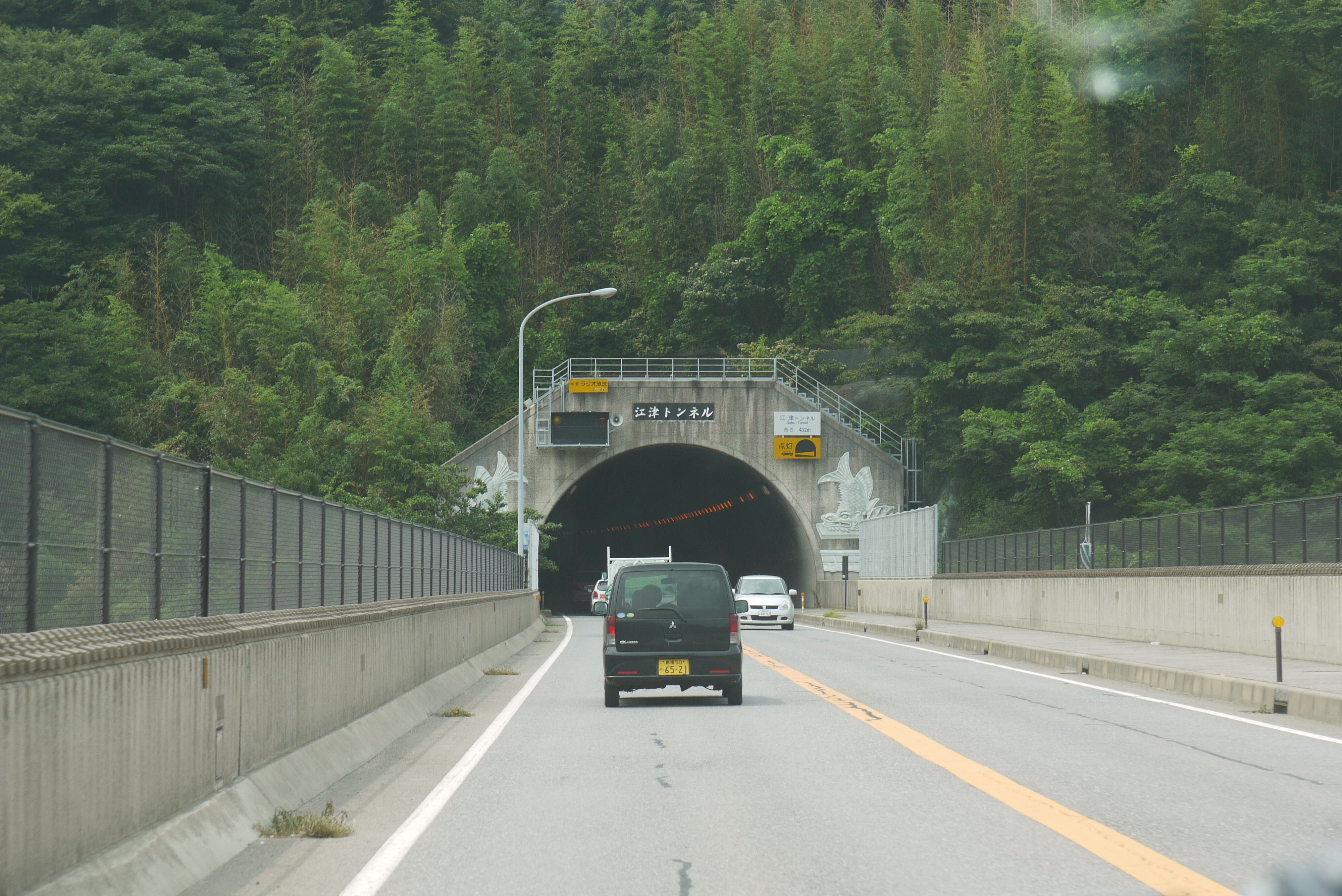
江津バイパス江津トンネル付近

東の江津市渡津町とは江の川河口に架けられた江川橋（国道9号）及び新江川橋（江津バイパス）で繋がっている。
- 国道9号
  - 江津トンネル
- 国道9号江津バイパス
- 島根県道112号三次江津線
- 島根県道238号江津港線

### 港湾
- 江津港

## 施設
- 江津市役所
- 島根県浜田県土整備事務所江津港管理所
- 島根県江津家畜保健衛生所
- 島根県立江津工業高等学校
- 江津市立江津中学校
- 江津市立郷田小学校
- 江津市立江津幼稚園
- 江津市立めぐみ幼稚園
- 江津市図書館
- 済生会江津総合病院
- 済生会高砂病院
- 江津市総合市民センター（ミルキーウェイホール）
- 江津郵便局
- 江津本町郵便局
- 普済寺
- 観音寺
- 円覚寺
- 本光寺
- 願成寺
- 山辺神宮
- 日本製紙江津事業所